# 14号弗吉尼亚州州道
維吉尼亞州14號公路（英語：Virginia State Highway 14）是為美國維吉尼亞州的重要公路之一，連接聖斯蒂芬教堂的美國國道360，途經King and Queen Court House, Gloucester, 和Mathews。建於1933年，全長114.42公里。